# Antonio José Martínez
Pour les articles homonymes, voir José Martínez et Martínez.
Antonio José Martínez (17 janvier 1793 – 27 juillet 1867) était un prêtre du Nouveau-Mexique, éducateur, éditeur, rancher, fermier, et politicien. Son activité et son influence s'étendent sur plusieurs périodes de l'histoire du Nouveau-Mexique : la colonisation espagnole, la période mexicaine, l'occupation militaire américaine, enfin la période d'autonomie territoriale.

## La période espagnole
Antonio Jose Martín naît à Abiquiu en 1793, alors que le Nouveau-Mexique est un territoire isolé et désolé de l'Empire colonial espagnol. Il est le fils aîné de Antonio Severino Martín et de María del Carmen Santistéban, son grand-père est Teniente de Alcalde Mayor de Abiquiú, c'est-à-dire président du tribunal et chef militaire de la communauté ; leur famille est l'une des rares d'origine européenne de ce lieu. En 1804, la famille Martín, comprenant son père Severino et cinq frères et sœurs s'installe à Taos, un avant-poste commercial prospère, où ils prennent le nom de Martínez. Pendant son enfance, le père de Martínez lui enseigne l'importance des méthodes d'élevage à l'Hacienda Martínez dans la partie septentrionale du Nouveau-Mexique. En 1811, Martínez épouse María de la Luz, qui meurt en donnant naissance à leur fille moins d'un an plus tard, alors qu'il n'a que 19 ans ; l'enfant est nommée d'après María de la Luz. Six ans plus tard, en 1817, Martínez part vers le sud, après une longue réflexion et une correspondance suivie avec l'évêque de Durango. Il décide de devenir prêtre et s'inscrit au Séminaire tridentin du diocèse de Durango. (Dans sa session du 15 juillet 1563 le concile de Trente rend obligatoire pour chaque diocèse la fondation d'un séminaire pour la formation du clergé local). Martínez ne s'intéresse pas seulement au séminaire, mais aussi aux idéaux progressistes des politiciens et enseignants mexicains de son temps, comme Miguel Hidalgo. En 1822, Martínez est ordonné prêtre, et retourne au Nouveau-Mexique, où après quelques années dans d'autres paroisses, il devient prêtre du comté de Taos, connu comme Padre Martínez ; il est responsable de plusieurs églises, dont San Geronimo du Pueblo, Notre-Dame de Guadalupe de La Plaza et d'autres missions dans les villages environnants.

## La période mexicaine
Pendant que Martínez est à Durango, la guerre d'indépendance du Mexique éclate et le Nouveau-Mexique devient une partie du Mexique indépendant. Sous l'administration espagnole, le commerce avec les États-Unis était limité. En 1821, sous l'administration mexicaine, la piste de Santa Fe est ouverte et le commerce encouragé. Des commerçants d'origine anglo-américaine, comme Kit Carson et William Becknell, se pressent au Nouveau-Mexique.

### Martinez éducateur et homme politique

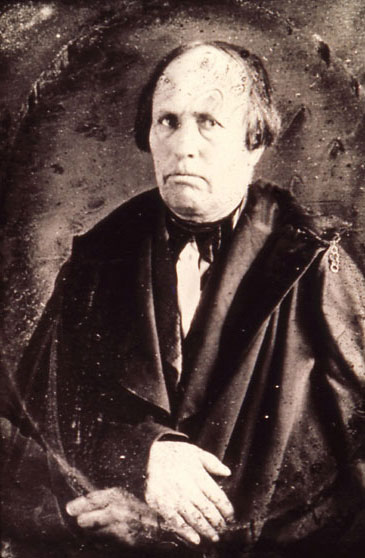

Vers 1824 ou 1825 la fille de Martinez, María de la Luz, meurt. Cet événement, couplé avec le changement de la situation politique et sociale, un sentiment accru de responsabilité par rapport à son peuple et à son pays natal, pousse Martínez vers une quête de changement social. En 1826, il ouvre une école mixte, employant des enseignants sur ses propres deniers; il en ouvrira d'autres analogues dans toute la région. Il inaugure aussi un petit séminaire pour préparer les jeunes hommes de la région à entrer au séminaire de Durango.
En 1831, 1833, et 1836 il est député à l'Assemblée du territoire du Nouveau-Mexique. Il ouvre une imprimerie et imprime les premiers volumes publiés au Nouveau-Mexique, parmi lesquels des ouvrages religieux et éducatifs, un livre pour enfant, une arithmétique, un guide sur l'orthographe espagnole. Il supervise aussi l'édition du premier journal de la région, El Crepúsculo de la Libertad (L'Aube de la Liberté), fondé en 1834. C'est aussi à cette époque que naissent plusieurs enfants que, selon certains historiens, il aurait eu avec sa voisine, Teodora Romano.
Devenu président du Mexique en 1833, Antonio López de Santa Anna avait entrepris de centraliser et de rationaliser le gouvernement mexicain. Il imposa aussi des taxes plus lourdes et en 1837, une révolte éclate dans la partie septentrionale du Nouveau-Mexique. Les rebelles, principalement, des fermiers et ranchers pauvres, prennent Santa Fe, tue le gouverneur en place, Albino Pérez et y installe, José Gonzales. Mais les chefs de la rébellion sont divisés sur leurs objectifs et des factions se développent. Les marchands américains, inquiets de ce nouveau gouvernement, financent une armée mexicaine conduite par Manuel Armijo pour mettre fin au soulèvement. La famille Martinez enrichie par le commerce aurait probablement subi des attaques si la rébellion avait perduré. Martínez aide au financement de l'armée mexicaine, et offre ses services à Armijo comme chapelain de l'armée jusqu'à la fin de la révolte en 1838 ; Armijo fut nommé gouverneur lors de la restauration de l'ancienne administration.
En 1843, Martínez écrit à Santa Anna pour le convaincre de faire enseigner aux Amérindiens nomades l'agriculture et l'extraction minière car leur principale ressource, le bison, est en danger d'extinction. Santa Anna transmet sa requête à l'Assemblée nationale mexicaine, mais sans succès.

### La question des concessions de terres
Une des plus importantes questions de la période mexicaine entre 1821 et 1846 était celle des concessions (espagnoles et mexicaines) de terres à des individus ou groupes de familles. Les incohérences entre les systèmes administratifs mexicains (et antérieurement espagnols) d'enregistrement et de distribution des terres rendaient amers nombre d'habitants du Nouveau-Mexique. Manuel Armijo, gouverneur du Nouveau-Mexique à cette époque, distribuait avec largesse des terres à ses amis canadiens, américains et mexicains. Il approuva plus de la moitié de toutes les attributions de terres faites par le gouvernement mexicain. De nombreux hommes d'affaires talentueux et des spéculateurs utilisèrent à leur profit la politique libérale d'Armijo en matière de terrains. Charles Bent, un riche pionnier, marchand et spéculateur foncier, s'intéressait beaucoup à l'acquisition de propriétés au Nouveau-Mexique, surtout à Taos et dans la région avoisinante. Martínez et ses frères sont connus pour s'être opposés à Bent et à ses collaborateurs.

## La période américaine
En 1841, la république du Texas récemment formée perçoit les difficultés du Nouveau-Mexique et décide d'en tirer avantage en envoyant une expédition envahir le Nouveau-Mexique et annexer ce territoire. L'invasion échoue, les Texans sont capturés par Manuel Armijo. Mais cet événement, ainsi que le fait que de nombreux Américains vivent déjà au Nouveau-Mexique, font penser à beaucoup que le Nouveau-Mexique est affaibli et prêt à être envahi. La guerre américano-mexicaine débute en 1846. Stephen W. Kearny conduit 1 700 soldats américains à Santa Fe sans rencontrer de résistance. Avant l'invasion, Martínez a pu constater l'animosité des Anglo-Américains vivant au Nouveau-Mexique envers les Amérindiens et les Mexicains. Il encourage ses étudiants à se former davantage, en particulier à étudier le droit.
Au cours de la première année d'occupation américaine, a lieu la révolte de Taos. Charles Bent, le nouveau gouverneur américain du Nouveau-Mexique, est tué. Les forces militaires américaines reprennent rapidement le pouvoir, instituent la loi martiale et exécutent les rebelles impliqués. De nombreuses personnes, entre autres Kit Carson, pensent que Martínez lui-même a pris part d'une façon ou d'une autre à l'organisation de la rébellion, mais rien n'est prouvé. Dans une lettre adressée à un ami à Santa Fe, Martínez affirme que les représailles américaines furent trop dures et qu'elles pèseraient sur les relations futures entre le Nouveau-Mexique et ses nouveaux dirigeants. Pourtant, Martínez s'adapte à l'administration américaine ; il est l'un des premiers à devenir citoyen américain, met son imprimerie au service de Kearny pour y imprimer son code de lois, et pendant sept ans joue un rôle dominant dans les assemblées législatives du nouveau territoire du Nouveau-Mexique. En 1849, il est par exemple président de la convention de 19 délégués qui prépare un plan territorial de gouvernement et, un an plus tard, de celle qui ratifie le statut de territoire des États-Unis pour le Nouveau-Mexique.

### Les démêlés avec l'évêque Lamy
Avec le nouveau gouvernement viennent de nouveaux dirigeants, tant politiques que religieux. Jean-Baptiste Lamy, un Français, presque 21 ans plus jeune que Martínez, devient vicaire apostolique de Santa Fe en 1851. Martínez soutient Lamy jusqu'au moment où, en janvier 1854, ce dernier institue une dîme obligatoire, décrétant que les chefs de famille qui refuseraient de la payer se verraient refuser les sacrements. Martínez proteste publiquement et conteste la mesure dans la presse séculière. À partir de ce moment, Lamy et Martínez sont en désaccord sur de nombreuses questions, comme les effets de la vie frontalière sur les standards catholiques, ou les droits des femmes. Ils se disputent aussi à propos d'interprétations du droit canon. Le désaccord atteint son apogée lorsque Lamy écrit une lettre expliquant que l'avenir des Néo-Mexicains s'annonce sombre car ils manquent de la vivacité intellectuelle des Américains et que leur moralité est primitive. Ces commentaires enragent les Néo-Mexicains. Le clergé du Nouveau-Mexique écrit directement au pape pour exprimer ses doutes vis-à-vis de Lamy. Martínez n'est pas impliqué dans la rédaction de la lettre mais continue à écrire des communiqués critiques sur Lamy dans la Gazette de Santa Fe.
Un nouveau conflit éclate à propos des Pénitents. Après la guerre d'indépendance du Mexique, les autorités cléricales avaient retiré les missionnaires franciscains, dominicains et jésuites de ces provinces. Padre Martínez avait été autorisé à superviser une fraternité, les Pénitents, une sorte de catholicisme populaire qui s'était développé parmi les Néo-Mexicains d'origine hispanique. Les Pénitents offraient aide spirituelle et sociale à la communauté, mais s'adonnaient aussi à des pratiques [ascétique]s, comme la flagellation ou le port de croix très lourdes. Lamy tente en vain d'abolir cette fraternité dans le processus d'« américanisation » de l'Église au Nouveau-Mexique. Mais le Padre Martínez soutient la cause des Pénitents, s'opposant ainsi une fois de plus à Lamy.
Au début de 1856, Martínez offre finalement sa démission à Lamy, mais continue à recevoir les paroissiens de Taos dans sa chapelle privée pour dire la messe et leur offrir les sacrements. Le 27 octobre 1856, Lamy suspend Martínez. Martínez s'oppose alors au prêtre que Lamy a mis en place, rallie à sa cause un prêtre du voisinage et gagne le soutien d'environ un tiers des âmes des deux paroisses. Finalement, en avril 1858, Lamy excommunie Martínez. Martínez ne reconnaît pas la validité de l'excommunication, et continue jusqu'à sa mort à s'occuper de ses paroissiens. Il continue à écrire sur le christianisme, publiant son célèbre ouvrage, Religión, dans lequel il requiert de petits honoraires pour les prêtres du Nouveau-Mexique, à cause des lourdes exigences dues à l'isolement du pays. Il débat également du refus des sacrements à des fidèles du fait de leur situation financière. Enfin, il condamne l'Inquisition et toutes ses actions, y compris ses nombreuses excommunications.

### Mort et hommages
Le père Antonio José Martínez meurt le 27 juillet 1867. Son corps repose actuellement dans le parc Kit Carson à Taos ; sur sa tombe est écrit : « La Honra de su País - (Honneur de son pays natal) ». Une statue de Martínez par le sculpteur Huberto Maestas a été inaugurée sur la Taos Plaza le 16 juillet 2006.

### Source
- (en) Cet article est partiellement ou en totalité issu de l’article de Wikipédia en anglais intitulé « Antonio José Martínez » (voir la liste des auteurs).